# نبع فاعور
```
نبع فاعور
 أو 
تل نبع فاعور
 
(
بالإنجليزية
: 
Neba'a Faour
)‏
 هو 
تل
 أثري كبير ومنخفض يقع في 
سهل البقاع
 
بلبنان
 حيث بدأ السكن به في أواخر 
الألفية السابعة
 وبداية 
الألفية السادسة
 قبل الميلاد، تم اكتشافه في البداية بواسطة 
لورين كوبلاند
 وبيتر ويسكومب في عام 
1965
 بالقرب من الطريق من 
بيروت
 إلى 
دمشق
 على بعد 5 
أميال
 من الحدود مع 
سوريا
،
[
1
]
 كان الموقع يتكون أساسًا من 
التربة
 
والحصى
 على الأساس من 
الحجر الجيري
، وأظهر الموقع تآكلًا كبيرًا منذ أن تم هجرانه والأضرار التي لحقت مؤخرًا بسبب البناء الحديث في المنطقة، وقد تم اقتراحه كمثال على مرحلة بدون السيراميك التي تلت 
العصر الحجري الحديث ما قبل الفخار
 (PPNB) و (PPNC)، وتعد المواقع ذات الثقافة المماثلة هي تل رماد 
واللبوة
 وغيرها في منطقة 
جبيل
،
[
2
]
 حيث يرجع تاريخها بشكل عام إلى النصف الثاني من الألفية السابعة وبداية الألفية السادسة قبل الميلاد.
[
3
]
```

## المواد المستردة
معظم المواد المستخرجة من موقع الصب المفتوح هذا جاءت من اكتشافات سطحية على طول 7 قدم (2.1 م) إلى 8 قدم (2.4 م) من جوهر الرواسب العصر الحجري الحديث، حيث كشفت مستويات العصر الحجري الحديث عن وجود جدران من الحجارة وسلسلة من أرضيات الجير المميزة الكريمية، كما تم تشذيب الحجارة السوداء والبيج والبنية في الموقع، وشملت الأدوات المستخرجة العديد من الكاشطات والنوى للشفرات وفوق جبيل ونقطة أموق والرماح وعناصر شفرة المنجل والمناقيش والحفارات، وعادة ما تكشف المواقع اللبنانية في هذا التاريخ عن أدوات ثقيلة لكن لم يتم استرداد سوى فأسين حجريين يدويين في هذا الموقع، كما تم العثور على وعاء حجري بحافة رفيعة أيضا.
هذا الموقع هو ملحوظ للاكتشافات من نوع من بدائيات طين الفخار تسمى «السلعة البيضاء» أو «أواني الطعام البيضاء»، تم صنع هذا بنوع من الجص الجيري المخلوط بالرماد الرمادي والذي تحول عند إطلاقه إلى مادة صلبة بيضاء تشبه الحجر الجيري، تم تشكيل الأوعية عن طريق لف الجص حول السلال، وقد تم العثور على قطع من الأوعية الكبيرة التي يعتقد أنها استخدمت مثل «الصوامع المحمولة».